# مسجد الإيمان
مسجد الإيمان مسجد يقع في صنعاء عاصمة اليمن. يقع بالتحديد شرق المدينة، جنوب شرق مستشفى الثورة وشمال غرب مسجد التوحيد قريباً من مدرسة الثورة ومركز الشرطة.